# Desa Sumurkondang (administrativ by i Indonesien, lat -6,90, long 108,64)
Desa Sumurkondang är en administrativ by i Indonesien.   Den ligger i provinsen Jawa Barat, i den västra delen av landet, 210 km öster om huvudstaden Jakarta.